# Natație la Jocurile Olimpice de vară din 2024 - 100 m bras (masculin)
Proba de înot 100 de metri bras masculin de la Jocurile Olimpice de vară din 2024 a avut loc în perioada 27-28 iulie 2024 la Paris Aquatics Centre.

## Recorduri
Înaintea acestei competiții, recordurile mondiale și olimpice erau următoarele:
| Record  | Atlet            | Timp  | Loc                      | Data          |
| ------- | ---------------- | ----- | ------------------------ | ------------- |
| Mondial | Adam Peaty (GBR) | 56,88 | Gwangju, Coreea de Sud   | 21 iulie 2019 |
| Olimpic | Adam Peaty (GBR) | 57,13 | Rio de Janeiro, Brazilia | 7 august 2016 |

## Program
Orele sunt ora Franței (UTC+1) 
| Data                    | Timp        | Etapă                 |
| ----------------------- | ----------- | --------------------- |
| Sâmbătă, 27 iulie 2024  | 10:00 19:37 | Calificări Semifinale |
| Duminică, 28 iulie 2024 | 11:12       | Finala                |

## Rezultate

### Calificări
Primii 16 înotători cu cei mai buni timpi au avansat în semifinale.
| Loc | Serie | Culoar | Înotător                 | Țară                       | Timp    | Note   |
| --- | ----- | ------ | ------------------------ | -------------------------- | ------- | ------ |
| 1   | 3     | 6      | Caspar Corbeau           | Olanda                     | 59,04   | CS     |
| 2   | 4     | 4      | Adam Peaty               | Marea Britanie             | 59,18   | CS     |
| 3   | 4     | 7      | Ilia Șimanovici          | AIN                        | 59,25   | CS     |
| 4   | 4     | 5      | Nicolò Martinenghi       | Italia                     | 59,39   | CS     |
| 4   | 5     | 5      | Arno Kamminga            | Olanda                     | 59,39   | CS     |
| 6   | 4     | 1      | James Wilby              | Marea Britanie             | 59,40   | CS     |
| 7   | 5     | 6      | Melvin Imoudu            | Germania                   | 59,49   | CS     |
| 8   | 4     | 3      | Lucas Matzerath          | Germania                   | 59,52   | CS     |
| 9   | 5     | 4      | Qin Haiyang              | China                      | 59,58   | CS     |
| 10  | 3     | 4      | Nic Fink                 | Statele Unite ale Americii | 59,66   | CS     |
| 11  | 4     | 8      | Bernhard Reitshammer     | Austria                    | 59,68   | CS     |
| 12  | 3     | 1      | Joshua Yong              | Australia                  | 59,75   | CS     |
| 13  | 3     | 5      | Evgenii Somov            | AIN                        | 59,83   | CS     |
| 14  | 4     | 6      | Charlie Swanson          | Statele Unite ale Americii | 59,92   | CS     |
| 15  | 3     | 2      | Ludovico Blu Art Viberti | Italia                     | 59,93   | CS     |
| 16  | 3     | 8      | Ron Polonsky             | Israel                     | 1:00,00 | CS, RN |
| 17  | 5     | 3      | Sun Jiajun               | China                      | 1:00,11 |        |
| 18  | 5     | 7      | Choi Dong-yeol           | Coreea de Sud              | 1:00,17 |        |
| 19  | 3     | 7      | Taku Taniguchi           | Japonia                    | 1:00,20 |        |
| 20  | 4     | 2      | Andrius Šidlauskas       | Lituania                   | 1:00,29 |        |
| 21  | 5     | 2      | Berkay Ömer Öğretir      | Turcia                     | 1:00,36 |        |
| 22  | 5     | 8      | Jan Kałusowski           | Polonia                    | 1:00,40 |        |
| 23  | 5     | 1      | Denis Petrashov          | Kârgâzstan                 | 1:00,42 |        |
| 24  | 3     | 3      | Sam Williamson           | Australia                  | 1:00,50 |        |
| 25  | 2     | 5      | Anton McKee              | Islanda                    | 1:00,62 |        |
| 26  | 2     | 6      | Jadon Wuilliez           | Antigua și Barbuda         | 1:02,70 |        |
| 27  | 2     | 2      | Adrian Robinson          | Botswana                   | 1:02,79 |        |
| 28  | 2     | 3      | Alexandre Grand'Pierre   | Haiti                      | 1:02,85 |        |
| 29  | 2     | 1      | Tasi Limtiaco            | Micronezia                 | 1:04,14 |        |
| 30  | 2     | 8      | Abdulaziz Al-Obaidly     | Qatar                      | 1:04,31 |        |
| 31  | 1     | 4      | Steven Insixiengmay      | Laos                       | 1:04,64 |        |
| 32  | 1     | 3      | Matthew Lawrence         | Mozambic                   | 1:04,95 |        |
| 33  | 2     | 7      | Jonathan Raharvel        | Madagascar                 | 1:05,20 |        |
| 34  | 1     | 5      | Micah Masei              | Samoa Americană            | 1:05,95 |        |
| 35  | 1     | 6      | Chadd Ng Chiu Ning Ning  | Eswatini                   | 1:09,85 |        |
| 36  | 2     | 4      | Miguel de Lara           | Mexic                      | DS      |        |

### Semifinale
Primii 8 înotători cu cei mai buni timpi au avansat în finală.
| Loc | Serie | Culoar | Înotător                 | Țară                       | Timp    | Note |
| --- | ----- | ------ | ------------------------ | -------------------------- | ------- | ---- |
| 1   | 1     | 4      | Adam Peaty               | Marea Britanie             | 58,86   | C    |
| 2   | 2     | 2      | Qin Haiyang              | China                      | 58,93   | C    |
| 3   | 2     | 3      | Arno Kamminga            | Olanda                     | 59,12   | C    |
| 4   | 1     | 2      | Nic Fink                 | Statele Unite ale Americii | 59,16   | C    |
| 5   | 2     | 4      | Caspar Corbeau           | Olanda                     | 59,24   | C    |
| 6   | 1     | 5      | Nicolò Martinenghi       | Italia                     | 59,28   | C    |
| 7   | 1     | 6      | Lucas Matzerath          | Germania                   | 59,31   | C    |
| 8   | 2     | 6      | Melvin Imoudu            | Germania                   | 59,38   | CB   |
| 8   | 2     | 8      | Ludovico Blu Art Viberti | Italia                     | 59,38   | CB   |
| 10  | 2     | 5      | Ilya Shymanovich         | (AIN)                      | 59,45   |      |
| 11  | 1     | 3      | James Wilby              | Marea Britanie             | 59,49   |      |
| 12  | 1     | 7      | Joshua Yong              | Australia                  | 59,64   |      |
| 13  | 2     | 1      | Evgenii Somov            | (AIN)                      | 1:00,00 |      |
| 14  | 1     | 1      | Charlie Swanson          | Statele Unite ale Americii | 1:00,16 |      |
| 15  | 2     | 7      | Bernhard Reitshammer     | Austria                    | 1:00,18 |      |
| 16  | 1     | 8      | Ron Polonsky             | Israel                     | 1:00,37 |      |

### Baraj pentru finală
Întrucât doi înotători clasați pe locul 8 au avut același timp s-a organizat o cursă de baraj pentru a se stabilit care se va califica în finală.
| Loc | Culoar | Înotător                 | Țară     | Timp  | Note |
| --- | ------ | ------------------------ | -------- | ----- | ---- |
| 1   | 4      | Melvin Imoudu            | Germania | 59,69 | C    |
| 2   | 5      | Ludovico Blu Art Viberti | Italia   | 59,90 |      |

### Finala
Rezultate finală.
| Loc | Culoar | Înotător           | Țară                       | Timp  | Note |
| --- | ------ | ------------------ | -------------------------- | ----- | ---- |
| 1   | 7      | Nicolò Martinenghi | Italia                     | 59,03 |      |
| 2   | 4      | Adam Peaty         | Marea Britanie             | 59,05 |      |
| 2   | 6      | Nic Fink           | Statele Unite ale Americii | 59,05 |      |
| 4   | 8      | Melvin Imoudu      | Germania                   | 59,11 |      |
| 5   | 1      | Lucas Matzerath    | Germania                   | 59,30 |      |
| 6   | 3      | Arno Kamminga      | Olanda                     | 59,32 |      |
| 7   | 5      | Qin Haiyang        | China                      | 59,50 |      |
| 8   | 2      | Caspar Corbeau     | Olanda                     | 59,98 |      |